# 小野瀬氏
小野瀬氏（おのせし）は日本の氏族。

## 概略
小野瀬氏の本姓は藤原氏。その家系は藤原北家の係塁で鎮守府将軍藤原秀郷の八代 通盛を祖とする小野崎氏の傍流にあたり、通盛の子 通長次男 大和守通景を祖とする茅根氏の分家にあたる。すなわち、茅根通景の次男 通村が常陸国久慈郡小野郷小野瀬に居住したことにより小野瀬氏が成立した。家紋は巻鶴、替紋は下り藤。
子孫は久慈郡大子町上小川、下小川、東茨城郡大貫町、鹿島郡夏海村、稲敷郡龍ケ崎市、東京都新宿区麹町にあるという。
```
系譜 ◎小野崎通盛―通長―茅根大和守通景―○小野瀬六郎左衛門通村―通安―通寛―通重―清通―通次―通広（嘉慶）―広継（応永）―通継―俊通（永正）―通信（天文）―信光（天正）
―主殿清齋（同上）―守邨（慶長）―忠之（元和）―秀顕（慶安）―尚栄（寛永）―穀正（寛文）―国春（正保）―辰安（貞享）―秀照（享保）―氏元（明和）―家翁（天明）―信光（文化）
―政照（文化）―映睛（文政）―茂広（天保以降慶応）―通隆
```

## 尊王志士・義民として活動した小野瀬氏
- 小野瀬清吉 茨城郡小川村の百姓。天狗党の乱に属し、元治元年（1864年）11月20日、信濃国和田峠で高島藩兵と戦い討ち死にする。享年37。靖国神社合祀[2]。
- 小野瀬貞四郎 久慈郡頃藤村の百姓。組頭 小野瀬長次平の長男。慶応2年（1866年）5月4日、獄死する。享年30。靖国神社合祀[3]。